# Malokarpatské muzeum v Pezinku
Malokarpatské muzeum v Pezinku (slovensky Malokarpatské múzeum v Pezinku) je regionálním muzeem. Jako takové se zaměřuje na historii vinohradnictví v Malokarpatské vinařské oblasti a historii vína, které předurčily a ovlivnily dějinný vývoj a životy lidí v tomto regionu. Víno, vinařství a lidé jsou proto hlavním ideovým námětem expozice Malokarpatského muzea, v níž se nachází mimo jiné největší sbírka lisů ve střední Evropě.
V současnosti má muzeum zpřístupněnou sklepní expozici tematicky zaměřenou na vinohradnictví a vinařství, resp. práci ve vinohradu a následné zpracování vína. Muzeum ve svých expozicích využívá multimediální prostředky jakož i prvky interaktivity, kterými reflektuje na současné požadavky doby a návštěvníků. Snahou muzea je v rámci prohlídky zaktivizovat všechny smysly návštěvníka. Proto pomocí světla, zvuku, vůní a chutí muzeum ve svých prostorách nabízí vedle inovativní prezentace možnost vyzkoušení si tzv. arómabaru, či jako součást prohlídky sklepní expozice pohár kvalitního vína. Pro zájemce muzeum nabízí možnost degustace místních vín, s malým občerstvením a odborným výkladem vlastního sommeliera. Malokarpatské muzeum v Pezinku se vedle výstavní činnosti také věnuje archeologickému výzkumu, vzdělávacím a pedagogickým aktivitám. Současně se podílí na více projektech a akcích probíhajících ve městě Pezinok a v celém Malokarpatském regionu. Součástí – resp. odloučeným pracovištěm muzea je i Literární a vlastivědné muzeum ve Svätém Juru a Muzeum Ferdiše Kostky ve Stupavě.

## Historie
Počátky pezinského muzejnictví sahají do přelomu 19. – 20. století, kdy místní lékárník a radní František Meissel založil městské muzeum. Nešlo při tom o samostatnou instituci, ale spíše o pamětní pokoj přístupný občasným návštěvníkům. Při zřizování tohoto prvního pezinského muzejnického počinu pomáhal Františkovi Meisselovi v té době student Fedor Jamnický, který po skončení vysokoškolských studií pracoval jako chemický inženýr v zahraničí. Po návratu na Slovensko a do Pezinku v roce 1947 zjistil, že městské muzeum v Pezinku již téměř neexistuje. Proto i díky jeho úsilí a intervencím byl v roce 1958 Fedor Jamnický pověřen zřízeným nového muzea v Pezinku.
Pro budovu muzea byl určen tzv. „Kaviakov dom“, kde sídlí Malokarpatské muzeum v Pezinku až do dnešních dob. Je to dvoupodlažní renesanční budova a půdorysem ve tvaru U.
Formálně bylo muzeum založeno usnesením Rady MsNV v Pezinku, dne 17. října 1960 pod názvem Městské historické muzeum Pezinok. Po neúspěšných návrzích určit konkrétní specializaci muzea, bylo toto po krátkém zpřístupnění veřejnosti v době oslav vinobraní v roce 1961 znovu uzavřeno, i když příležitostně se v jeho prostorách konávaly putovní výstavy a akce. Tento stav přetrval až do roku 1967, kdy se při příležitosti vinobraní otevřelo veřejnosti. Ve stejném roce se muzeum zařadilo do sítě muzeí na Slovensku jako specializované vinařské muzeum s krajskou působností a s názvem Malokarpatské vinařské muzeum. V roce 1972 získalo muzeum část budovy Slovenské státní spořitelny v Pezinku, jejíž sklepy byly použity na rozšíření expozice a zpřístupněny veřejnosti při příležitosti oslav malokarpatského vinobraní v roce 1979. Další změna nastala 1. července 1982, kdy bylo muzeum přejmenováno na Malokarpatské muzeum. Po tříletých rekonstrukčních pracích se v roce 1984 muzeum opět zpřístupnilo veřejnosti se dvěma stálými expozicemi: Pezinok, město a okolí a Vinohradnictví a vinařství pod Malými Karpaty. Takto fungovalo do září 2006, kdy bylo v důsledku rozsáhlé rekonstrukce uzavřeno.
Po dvou letech úprav bylo Malokarpatské muzeum v Pezinku 14. listopadu 2008 slavnostně otevřeno a zpřístupněno veřejnosti.